# Verdades Secretas
Verdades Secretas é uma telenovela brasileira produzida e exibida pela TV Globo entre 8 de junho e 25 de setembro de 2015, em 64 capítulos. É a quinta "novela das onze" exibida pela emissora. Escrita por Walcyr Carrasco, com colaboração de Maria Elisa Berredo e Bruno Lima Penido, contou com a direção de Allan Fiterman, Mariana Richard e André Barros, direção geral de André Felipe Binder, Natália Grimberg e Mauro Mendonça Filho, também diretor de núcleo.
Primeira trama original exibida no horário, conta com Camila Queiroz, Rodrigo Lombardi, Drica Moraes, Marieta Severo, Reynaldo Gianecchini, Grazi Massafera, Agatha Moreira e Gabriel Leone nos papéis principais. A telenovela, que aborda a prostituição no mundo da moda, recebeu aclamação da crítica pelas atuações, direção e fotografia, além de receber diversos prêmios, como o Prêmio Emmy Internacional de Melhor Telenovela. Uma continuação, intitulada Verdades Secretas II, foi lançada no Globoplay em 2021 e exibida em rede aberta na TV Globo em 2022.

## Resumo
Arlete (Camila Queiroz), uma jovem do interior de São Paulo, chega à capital com um sonho: ser modelo. Ela conhece Visky (Rainer Cadete), um booker que se encanta por ela e a convida para o casting da agência comandada por Fanny Richard (Marieta Severo). O novo trabalho vem a calhar: Arlete e a mãe, Carolina (Drica Moraes), vão morar com a avó, Hilda (Ana Lúcia Torre), mas as coisas não andam nada bem. Arlete até consegue uma bolsa para estudar em um colégio caro, mas falta dinheiro para coisas básicas, como a conta de condomínio. Ela só pensa em ajudar em casa. Justamente por isso, Carolina aceita que a filha modele. Essa ideia nunca foi muito bem recebida por ela, uma mulher simples e dedicada à família. Carolina abriu mão dos estudos muito cedo e nunca teve uma carreira, futuro que não planeja para Arlete.
Experiente e ambiciosa, Fanny vê na menina um caminho promissor. Angel, como ela é batizada artisticamente pela empresária, tem beleza e juventude. Mais do que estar nas passarelas e em campanhas publicitárias, Angel tem para ela outra serventia. Disfarçada de oportunidade, Fanny a convida para integrar outro tipo de catálogo, o “book rosa”. Angel só entende do que se trata quando as regras do jogo ficam claras: book rosa é prostituição de luxo. A princípio, Arlete fica receosa, mas logo ela entende que este pode ser o meio mais rápido para multiplicar seus cachês e desafogar as finanças em sua casa. E é como prostituta que Arlete/Angel acaba vivendo uma intensa paixão com o rico empresário Alexandre Ticiano, o Alex (Rodrigo Lombardi).
Extasiado pelo sentimento que nutre por Angel, Alex se envolve com a mãe dela, Carolina, para ficar perto da garota e tê-la a seu bel-prazer quando e como quiser, em um jogo de amor e desejo arriscado que tem tudo para um final trágico.

## Elenco
| Intérprete           | Personagem                        |
| -------------------- | --------------------------------- |
| Camila Queiroz       | Arlete Brito Gomes (Angel)        |
| Rodrigo Lombardi     | Alexandre Ticiano (Alex)          |
| Drica Moraes         | Carolina Brito                    |
| Marieta Severo       | Fanny Richard                     |
| Reynaldo Gianecchini | Anthony Mariano                   |
| Agatha Moreira       | Giovanna Lovatelli Ticiano / Kika |
| Gabriel Leone        | Guilherme Lovatelli               |
| Grazi Massafera      | Larissa Ramos                     |
| Rainer Cadete        | Visky Borelli                     |
| Guilhermina Guinle   | Pia Lovatelli                     |
| João Vitor Silva     | Bruno Lovatelli Ticiano           |
| Eva Wilma            | Fábia Mariano                     |
| Ana Lúcia Torre      | Hilda Brito                       |
| Genézio de Barros    | Oswaldo Moreira                   |
| Bel Kutner           | Profª Darlene                     |
| Dida Camero          | Lourdes Lima (Lourdeca)           |
| Adriano Toloza       | Igor                              |
| Flávio Tolezani      | Roy                               |
| Mouhamed Harfouch    | Dr. Everaldo Ramirez              |
| Fernando Eiras       | Maurice Argent                    |
| Felipe Hintze        | Eziel                             |
| Bella Piero          | Nina                              |
| Felipe de Carolis    | Samuel Nunes (Sam)                |
| Raphael Sander       | Léo                               |
| Jéssica Córes        | Lyris                             |
| Pedro Gabriel Tonini | Edgard                            |
| Mariana Molina       | Patrícia                          |
| Giuliano Lafayette   | Caco                              |
| João Cunha           | Joel Aguiar                       |
| Gláucio Gomes        | Dr. Robério Sá                    |
| Ana Barroso          | Divanilda Ramos                   |
| Nathalia Rodrigues   | Estela                            |
| Yasmin Brunet        | Stephanie                         |
| Rhaisa Batista       | Mayra                             |
| Christian Villegas   | Daniel                            |
| Yaçanã Martins       | Sabina                            |
| Sylbeth Soriano      | Leidiana                          |
| Fernanda Heras       | Eunice                            |
| Werles Pajero        | Raulino                           |

Participações especiais
| Intérprete          | Personagem         |
| ------------------- | ------------------ |
| Alessandra Ambrósio | Sâmia              |
| Tarcísio Filho      | Rogério Gomes      |
| Laryssa Dias        | Viviane            |
| Álamo Facó          | Emanoel            |
| Maurício Branco     | Dante              |
| Ana Paula Botelho   | Leila              |
| Alexia Dechamps     | Lídice             |
| Martha Meola        | Silvia             |
| Giulio Lopes        | Renato             |
| Neusa Maria Faro    | Elizabeth Menezes  |
| Tessy Callado       | Tina               |
| Bia Montez          | Drª. Daniela       |
| Camila Mayrink      | Bel                |
| Beth Zalcman        | Vera               |
| Kíria Malheiros     | Carolina (criança) |

## Produção

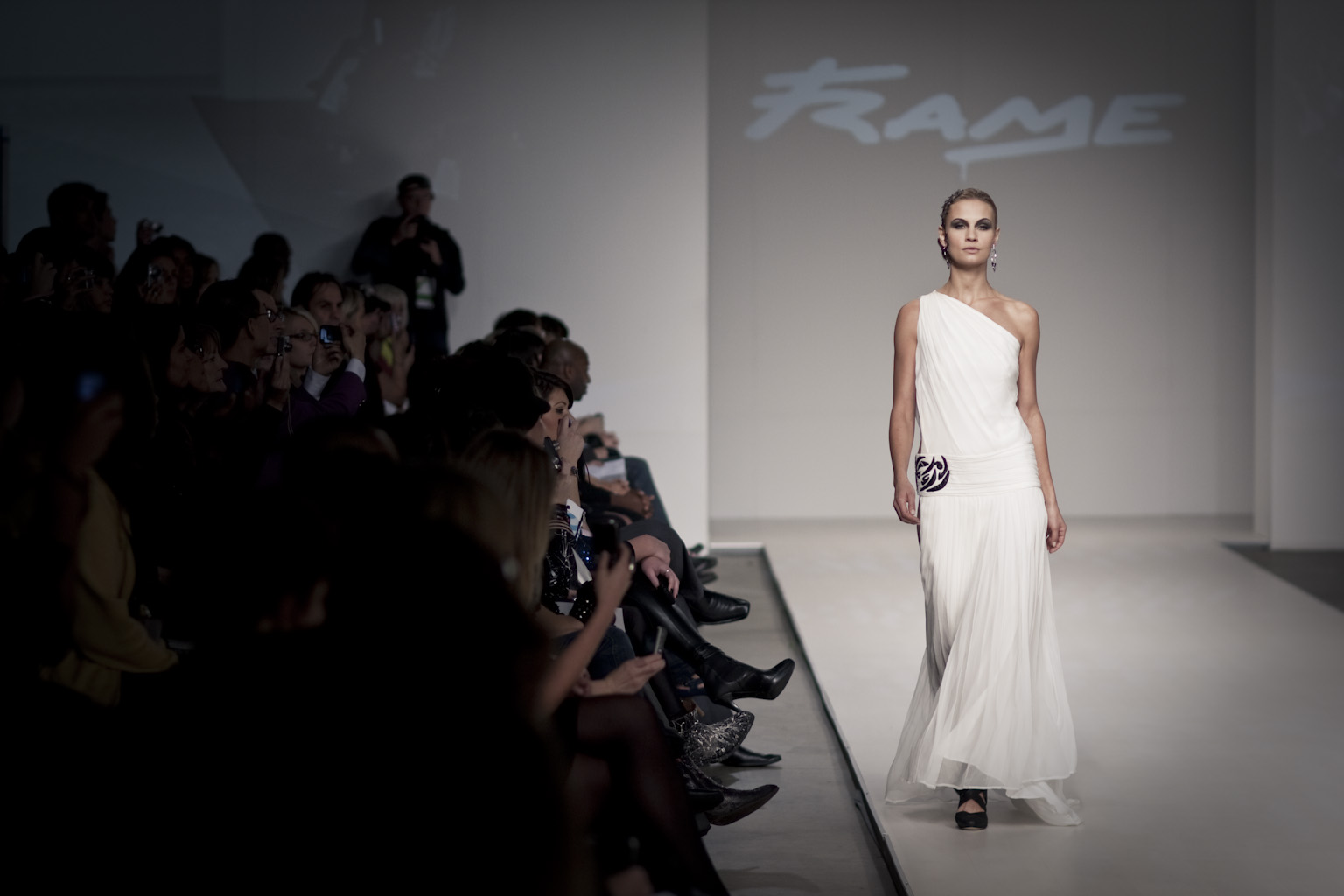
Verdades Secretas acompanhou os bastidores da mundo da moda.

Verdades Secretas foi livremente inspirada na minissérie Sex Appeal, que também abordava os bastidores tortuosos do universo da moda, incluindo a troca de favores sexuais e o abuso de drogas e remédios emagrecedores utilizado pelas modelos, além da protagonista, interpretada por Luana Piovani, igualmente se chamar Angel. Outra referência foi a história da personagem de Mel Lisboa na telenovela Desejos de Mulher, modelo iniciante e ingênua que se corrompia para conquistar novos trabalhos na indústria da moda. Outras referências foram a série estadunidense Mildred Pierce, o filme esloveno Slovenian Girl e o filme dinamarquês Top Model. Segundo o autor, a ideia era lançar uma "lolita", da mesma forma com que Mel Lisboa foi lançada na minissérie Presença de Anita. Planejava-se incluir um casal lésbico inspirado no filme francês Azul É a Cor Mais Quente, porém a ideia foi abortada.
Inicialmente, a vilã Fanny seria interpretada por Renata Sorrah, porém, a atriz não pôde aceitar o papel. Para criar a personagem de Marieta Severo, Walcyr se inspirou em uma história real que ouviu quando jovem do dono de uma agência de modelos que oferecia serviços de prostituição secretamente. A trama de Rodrigo Lombardi e Camila Queiroz também foi baseada em um empresário paulista amigo do autor que se envolveu com uma modelo que praticava o book rosa.

### Escolha do elenco
A modelo Bruna Altieri foi o primeiro nome confirmado no elenco para o papel de Angel, já que a profissional passou nos testes para o papel, porém, por ter apenas 16 anos na época, foi barrada pelo juizado de menores, devido às cenas de sexo e nudez que teria de interpretar. Em seguida, a modelo Camila Queiroz foi descoberta pela produtora da novela e foi escalada para o papel. A sugestão de ter uma personagem que se prostitui pela internet foi dada pelo diretor geral da emissora, Carlos Henrique Schroder. Luiza Valdetaro interpretaria a modelo Vitória, mas pediu para deixar o elenco por motivos pessoais, sendo substituída por Grazi Massafera, cuja personagem passou a se chamar Larissa. Malu Mader foi convidada para interpretar Carolina, porém a atriz preferiu aceitar o convite para Haja Coração, que estrearia no próximo ano. Adriana Esteves era a próxima opção do autor, porém a atriz já estava escalada para Babilônia. Apesar de inicialmente ser considerada jovem demais para interpretar a mãe de uma adolescente, Deborah Secco foi escalada após pedir o cargo por se interessar pela história.
No entanto, em 28 de abril, Deborah anunciou estar grávida e teve que deixar o elenco. Débora Falabella foi convidada pelo autor a assumir a personagem, mas recusou o papel para cuidar de seu pai que estava com graves problemas de saúde. Entre as opções dadas pela direção de teledramaturgia da emissora, Priscila Fantin, Marjorie Estiano e Mariana Ximenes foram consideradas jovens demais – o que poderia gerar a mesma reação negativa do público que ocorreu em Em Família, quando Natália do Vale e Júlia Lemmertz interpretaram mãe e filha, respectivamente, tendo apenas dez anos de diferença –, enquanto Simone Spoladore, Flávia Alessandra e Leona Cavalli não se adequaram ao perfil que o autor procurava. No dia 5 de maio, Walcyr Carrasco, através de sua conta no Instagram, enfim anunciou Drica Moraes como intérprete de Carolina. Ney Latorraca faria o papel do estilista francês Maurice, mas teve de deixar o elenco após uma cirurgia preventiva. O personagem foi mantido, sendo assumido por Fernando Eiras.

### Filmagens
As gravações iniciais ocorreram em casas noturnas e durante os desfiles de moda da São Paulo Fashion Week, contando com a participação do jogador de futebol Ronaldo, da modelo Lea T e da jornalista Lilian Pacce. Em São Paulo foram gravadas cenas na Rua Augusta, Vila Madalena, Vila Leopoldina, Cidade Jardim, Praça Benedito Calixto, Avenida Brigadeiro Faria Lima, Parque Trianon, Parque do Povo, Barra Funda, Centro e no show do grupo argentino Fuerza Bruta. Seriam feitas cenas em Sorocaba, mas após a desistência de Deborah Secco a gravação foi cancelada. As cenas feitas na São Paulo Fashion Week com Secco foram refeitas com Drica Moraes através das montagens digitais.

## Exibição

### Classificação indicativa
A classificação indicativa da novela foi "não recomendado para menores de 16 anos", tendo como justificativa as cenas de nudez explícita, sexo, estupro, uso de drogas, palavrões e violência.

### Reprises
Foi reexibida de 24 de agosto a 17 de dezembro de 2021, em 69 capítulos, substituindo a série Ilha de Ferro e sendo substituída pela minissérie Passaporte para Liberdade na faixa das 23 horas. A reprise serviu como uma preparação para a estreia de Verdades Secretas II, que ocorreu em 20 de outubro no Globoplay.
A novela também foi reprisada na íntegra no GNT, sendo exibida entre 15 de janeiro e 11 de abril de 2024, ocupando a faixa da meia noite do canal por assinatura.

### Exibição internacional
Abaixo, países que exibiram Verdades Secretas. Seu título em inglês é Hidden Truths.
| Exibição pelo mundo     | Exibição pelo mundo | Exibição pelo mundo        | Exibição pelo mundo     | Exibição pelo mundo     | Exibição pelo mundo       | Exibição pelo mundo | Exibição pelo mundo |
| País                    | Canal               | Título local               | Estreia                 | Final                   | Horário semanal           | Hora                | Ref.                |
| ----------------------- | ------------------- | -------------------------- | ----------------------- | ----------------------- | ------------------------- | ------------------- | ------------------- |
| Portugal                | SIC                 | Verdades Secretas          | 6 de junho de 2016      | 4 de setembro de 2016   | Domingo a Sexta           | 23:30               | [ 75 ]              |
| Arménia                 | Armenia TV          | Մերկ Ճշմարտություն         | 27 de junho de 2016     | 2 de setembro de 2016   | Segunda a Sexta           | 19:00               | [ 76 ]              |
| Equador                 | Ecuavisa            | Verdades Secretas          | 12 de julho de 2016     | 16 de setembro de 2016  | Segunda a Sexta           | 21:45               | [ 77 ]              |
| Chile                   | Canal 13            | Verdades Secretas          | 23 de agosto de 2016    | 29 de dezembro de 2016  | Terça e Quarta            | 23:45               | [ 78 ]              |
| México                  | Azteca Trece        | Verdades Secretas          | 19 de setembro de 2016  | 12 de novembro de 2016  | Segunda a Sexta           | 22:30               | [ 79 ]              |
| República Dominicana    | Tele Antillas       | Verdades Secretas          | 14 de novembro de 2016  | 20 de janeiro de 2017   | Segunda a Sexta           | 22:00               | [ 80 ]              |
| Uruguai                 | Teledoce            | Verdades Secretas          | 21 de novembro de 2016  | 23 de fevereiro de 2017 | Segunda a Quinta          | 22:30               | [ 81 ]              |
| Marrocos                | MBC4                | أسرار أنجيل                | 25 de dezembro de 2016  | 2 de março de 2017      | Domingo a Quinta          | 19:00               | [ 82 ]              |
| Argélia                 | MBC4                | أسرار أنجيل                | 25 de dezembro de 2016  | 2 de março de 2017      | Domingo a Quinta          | 20:00               | [ 82 ]              |
| Tunísia                 | MBC4                | أسرار أنجيل                | 25 de dezembro de 2016  | 2 de março de 2017      | Domingo a Quinta          | 20:00               | [ 82 ]              |
| Egito                   | MBC4                | أسرار أنجيل                | 25 de dezembro de 2016  | 2 de março de 2017      | Domingo a Quinta          | 21:00               | [ 82 ]              |
| Israel                  | MBC4                | أسرار أنجيل                | 25 de dezembro de 2016  | 2 de março de 2017      | Domingo a Quinta          | 21:00               | [ 82 ]              |
| Jordânia                | MBC4                | أسرار أنجيل                | 25 de dezembro de 2016  | 2 de março de 2017      | Domingo a Quinta          | 21:00               | [ 82 ]              |
| Líbano                  | MBC4                | أسرار أنجيل                | 25 de dezembro de 2016  | 2 de março de 2017      | Domingo a Quinta          | 21:00               | [ 82 ]              |
| Líbia                   | MBC4                | أسرار أنجيل                | 25 de dezembro de 2016  | 2 de março de 2017      | Domingo a Quinta          | 21:00               | [ 82 ]              |
| Estado da Palestina     | MBC4                | أسرار أنجيل                | 25 de dezembro de 2016  | 2 de março de 2017      | Domingo a Quinta          | 21:00               | [ 82 ]              |
| Síria                   | MBC4                | أسرار أنجيل                | 25 de dezembro de 2016  | 2 de março de 2017      | Domingo a Quinta          | 21:00               | [ 82 ]              |
| Arábia Saudita          | MBC4                | أسرار أنجيل                | 25 de dezembro de 2016  | 2 de março de 2017      | Domingo a Quinta          | 22:00               | [ 82 ]              |
| Bahrein                 | MBC4                | أسرار أنجيل                | 25 de dezembro de 2016  | 2 de março de 2017      | Domingo a Quinta          | 22:00               | [ 82 ]              |
| Catar                   | MBC4                | أسرار أنجيل                | 25 de dezembro de 2016  | 2 de março de 2017      | Domingo a Quinta          | 22:00               | [ 82 ]              |
| Chipre                  | MBC4                | أسرار أنجيل                | 25 de dezembro de 2016  | 2 de março de 2017      | Domingo a Quinta          | 22:00               | [ 82 ]              |
| Iraque                  | MBC4                | أسرار أنجيل                | 25 de dezembro de 2016  | 2 de março de 2017      | Domingo a Quinta          | 22:00               | [ 82 ]              |
| Kuwait                  | MBC4                | أسرار أنجيل                | 25 de dezembro de 2016  | 2 de março de 2017      | Domingo a Quinta          | 22:00               | [ 82 ]              |
| Sudão                   | MBC4                | أسرار أنجيل                | 25 de dezembro de 2016  | 2 de março de 2017      | Domingo a Quinta          | 22:00               | [ 82 ]              |
| Turquia                 | MBC4                | أسرار أنجيل                | 25 de dezembro de 2016  | 2 de março de 2017      | Domingo a Quinta          | 22:00               | [ 82 ]              |
| Iémen                   | MBC4                | أسرار أنجيل                | 25 de dezembro de 2016  | 2 de março de 2017      | Domingo a Quinta          | 22:00               | [ 82 ]              |
| Irã                     | MBC4                | أسرار أنجيل                | 25 de dezembro de 2016  | 2 de março de 2017      | Domingo a Quinta          | 22:30               | [ 82 ]              |
| =Emirados Árabes Unidos | MBC4                | أسرار أنجيل                | 25 de dezembro de 2016  | 2 de março de 2017      | Domingo a Quinta          | 23:00               | [ 82 ]              |
| Omã                     | MBC4                | أسرار أنجيل                | 25 de dezembro de 2016  | 2 de março de 2017      | Domingo a Quinta          | 23:00               | [ 82 ]              |
| Peru                    | ATV                 | Verdades Secretas          | 16 de janeiro de 2017   | 24 de março de 2017     | Segunda a Sexta           | 22:00               | [ 83 ]              |
| Coreia do Sul           | TeleNovela          | 히든 트루스                | 23 de janeiro de 2017   | 11 de julho de 2017     | Segunda e Terça           | 23:30               | [ 84 ]              |
| Vietname                | HTV9                | Hào Quang Nghiệt Ngã       | 13 de fevereiro de 2017 | 14 de abril de 2017     | Segunda a Sábado          | 12:30               | [ 85 ]              |
| Estados Unidos          | Azteca América      | Verdades Secretas          | 24 de abril de 2017     | 30 de junho de 2017     | Segunda a Sexta           | 20:00               | [ 86 ]              |
| Honduras                | VTV                 | Verdades Secretas          | 24 de abril de 2017     | 30 de junho de 2017     | Segunda a Sexta           | 22:00               | [ 87 ]              |
| Nicarágua               | Televicentro        | Verdades Secretas          | 15 de maio de 2017      | 21 de julho de 2017     | Segunda a Sexta           | 21:00               | [ 88 ]              |
| Paraguai                | SNT                 | Verdades Secretas          | 13 de junho de 2017     | 21 de agosto de 2017    | Segunda a Sexta           | 21:00               | [ 89 ]              |
| Porto Rico              | WAPA-TV             | Verdades Secretas          | 17 de julho de 2017     | presente                | Segunda a Sexta           | 14:00               | [ 90 ]              |
| Costa Rica              | Teletica            | Verdades Secretas          | 24 de julho de 2017     | presente                | Segunda a Sexta           | 23:30               | [ 91 ]              |
| Macedónia do Norte      | Kanal 5             | Совршена                   | 25 de setembro de 2017  | 7 de dezembro de 2017   | Segunda a Sexta           | 23:00               | [ 92 ]              |
| Colômbia                | Canal Uno           | Verdades Secretas          | 22 de outubro de 2018   | 21 de dezembro de 2018  | Segunda a Sexta           | 14:00               | [ 93 ]              |
| Argentina               | Telefe              | Verdades Secretas          | 14 de janeiro de 2019   | 24 de março de 2019     | Segunda a Sexta e Domingo | 23:30               |                     |
| Colômbia                | Canal 1             | Verdades Secretas          | 11 de maio de 2020      | Presente                | Segunda a Sexta           | 23:00               | [ 93 ]              |
| Japão                   | Hulu                | エンジェルズ・シークレット | 22 de março de 2020     | —                       | —                         | —                   | [ 94 ]              |

### Outras Mídias
Em junho de 2016, completando um ano da estreia, a TV Globo lançou pela Som Livre, a novela na íntegra em um box com 13 DVDs, com cenas estendidas e remontadas em 25 capítulos de, aproximadamente, 1 hora de duração, cada.
Em 12 de maio de 2025, foi disponibilizada pelo Globoplay como parte do Projeto Originalidade, com a atualização para o formato de exibição original; com o formato de imagem restaurado em Full HD, além de aberturas, vinhetas de intervalo e encerramento originais.

## Recepção
A telenovela foi um grande sucesso de crítica e de público. Durante a trama, vários personagens se sobressaíram. Foram os casos da ninfeta Angel (Camila Queiroz), do sedutor Alex (Rodrigo Lombardi), da bondosa Carolina (Drica Moraes), do divertido Visky (Rainer Cadete), da cafetina Fanny (Marieta Severo), da revoltada Giovanna (Agatha Moreira), da divertida Lourdeca (Dida Camero), do romântico Bruno (João Vítor Silva) e principalmente a modelo que entra no mundo das drogas Larissa (Grazi Massafera).
Foi a primeira trama original a ser exibida no horário, que até então só exibiu remakes de novelas de sucesso no passado como O Astro, Gabriela (escrita pelo mesmo autor), Saramandaia e O Rebu.
A novela virou assunto preferido nas redes sociais na internet, principalmente, devido a tantas reviravoltas na trama ou as cenas de nudez. Durante vários episódios a hashtag #VerdadesSecretas ou até mesmo nomes dos personagens da novela ficaram entre os assuntos mais comentados do Twitter. Vários atores e celebridades se manifestaram por meio das redes sociais sobre a novela, comentando e elogiando a atuação dos atores, a direção, os ganchos e até mesmo a história.
A novela causou muitas polêmicas devido ao book rosa, revoltando agências e profissionais da moda. A novela também causou polêmicas por apresentar temas fortes como prostituição (book rosa ou azul), pedofilia, uso de drogas e relações famíliares problemáticas. Outro destaque da telenovela foi as cenas de sexo e nudez, entre os atores que mais tiveram esse tipo de cenas foram Camila Queiroz, Rodrigo Lombardi, Grazi Massafera, Agatha Moreira, Reynaldo Gianecchini, Guilhermina Guinle, Gabriel Leone, Alessandra Ambrósio, Yasmin Brunet e Adriano Toloza.
Camila Queiroz foi considerada uma grata surpresa como protagonista da história ganhando aceitação total do público e crítica especializada da TV, tanto que foi escalada para a novela das 18h, Êta Mundo Bom!, também de Walcyr Carrasco. Grazi Massafera surpreendeu a todos com seu papel da modelo drogada Larissa, se consagrando como atriz e sendo muito elogiada por sua atuação e também total entregação ao papel. Depois do sucesso, ficou no alvo de muitos autores para futuras novelas e foi confirmada na novela seguinte de Maria Adelaide Amaral e Vincent Villari, A Lei do Amor. Diversas cenas da novela de tanto sucesso viraram meme nas redes sociais.
A cena em que Larissa é estuprada por vários homens chocou e emocionou o público, que até pediu um Óscar a Grazi Massafera pela cena. Faltando apenas dois capítulos para o fim da novela, o público pediu uma continuação da história para 2016. A expectativa pelo final dessa trama foi enorme, maior do que muitas novelas do horário nobre tiveram nos últimos anos. Tanto que foi criado até um evento no Facebook: "Reunião para descobrir as últimas #VerdadesSecretas". Milhares de pessoas confirmaram sua presença.
A curiosidade sobre o final da história foi tanta que semanas antes os roteiros finais vazaram fazendo com que o autor Walcyr Carrasco mudasse o de alguns personagens. No ar até depois da 1h00, o folhetim ficou entre os assuntos mais comentados do mundo nos trends topics do Twitter, chegando a figurar em primeiro lugar, com incríveis 1 milhão e 400 mil de menções na rede social. No Facebook, os posts da novela alcançaram 61,4 milhões de usuários e no Instagram, a imagem de maior sucesso teve Larissa com 153 mil likes.
A novela bateu recorde de consumo digital no país, foram 190 milhões de plays em trechos ou íntegras de capítulos. O último capítulo da novela teve 1,5 milhão de acessos na web. Verdades Secretas é considerada a novela de maior sucesso e repercussão dos últimos anos ao lado de Avenida Brasil superando-a proporcionalmente, em audiência e repercussão.

### Crítica
Antes mesmo de estrear, a trama sofreu críticas dentro da própria emissora em razão dos temas considerados pesados abordados pelo autor - prostituição, drogas, homossexualidade, voyeurismo; de forma que Eva Wilma e Grazi Massafera fossem escaladas, visto o apelo às donas de casa de São Paulo, público fundamental a qualquer trama.

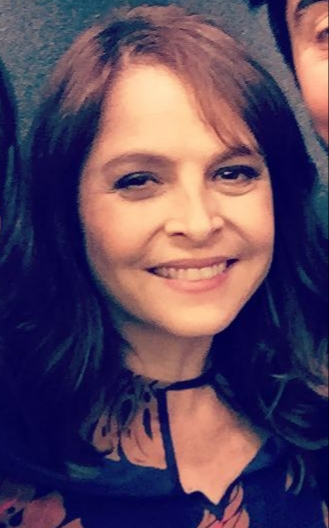
A performance de Drica Moraes como Carolina na primeira temporada recebeu elogios da crítica.

A jornalista Patrícia Kogut afirmou que Verdades Secretas teve uma estréia irregular. Ela elogiou principalmente a atuação de Drica Moraes, que segundo ela, transitou com igual segurança por várias paletas de emoção. Ela ainda afirmou que a trama teve desvios, indo do drama, chegando aos tintas dos folhetins mexicanos, e embarcando na linguagem dos desenhos animados. Ela conclui dizendo que Verdades Secretas teve bons e maus momentos. E que apesar da trama principal ser bastante usada, seria bom que ela também surpreendesse. Nilson Xavier afirmou que Verdades Secretas teve estreia equilibrada. Segundo ele, o primeiro capítulo limitou-se a introduzir a história central e apresentar os principais personagens, sem correrias ou acontecimentos estarrecedores. Ele também elogia a atuação de Drica Moraes, e diz que ela não lembra em nada a vilã pé de chinelo Cora, da telenovela Império (2014–2015). Porém ele criticou a falta de sutileza nos diálogos, e conclui que os dois blocos pareceram duas novelas diferentes. O colunista Odair Braz Junior, do R7 criticou o excesso de erotismo na trama. Além disso ele também criticou as situações exageradas da trama, como por exemplo, Alex se casando com Carolina apenas pra ficar perto de Angel. Segundo ele, novela tem situações absurdas mesmo, mas tem de haver um certo limite para o absurdo. Caso contrário a brincadeira desanda.
Após a exibição do último capítulo, o jornalista Thiago Forato, do Na Telinha declarou que Verdades Secretas prova, antes de tudo, que basta uma boa novela para que o público dê a resposta ligando o televisor. Elogiou o texto da trama e à direção, e afirmou que juntas conseguiram desempenhar sua função com maestria de maneira irrefutável, com cenas antológicas e que já entraram para a história da televisão.Ele conclui afirmando que com uma temática adulta, Verdades Secretas entra na história da teledramaturgia e pode ser reverenciada como a melhor novela de 2015. A colunista Cristina Padiglione, do jornal Estadão, declarou que Verdades Secretas ultrapassou todos os limites. Segundo ela, a trama teve padrão HBO, um canal de televisão por assinatura estadunidense conhecido por suas produções originais premiadas. Padiglione elogiou a questão estética, a performance do elenco, o mérito da direção de Mauro Mendonça Filho, e principalmente a ousadia da trama em expor temas que só a TV fechada tem coragem de abordar, como por exemplo, nudez, drogas, aborto, bissexualidade, prostituição e suicídio. Ela conclui afirmando que Verdades Secretas se encerrou com a certeza de que é possível transgredir, ultrapassar limites e colocar controvérsias na mesa, sem escamotear assuntos indigestos, porém necessários.

### Audiência

#### Exibição original
Segundo dados consolidados, a estreia da trama registrou 22.9 (23) pontos, mesma audiência da novela das 21h, Babilônia. No segundo capítulo, cravou 20,2 pontos. No seu terceiro, marcou 19 pontos. Seu recorde se deu no dia 22 de junho, quando marcou 24 pontos na Grande São Paulo. No dia 6 de julho atingiu pico de 30 pontos de audiência, fechando com média geral de 25,5. Em sua última semana bateu recorde de audiência na segunda (21) com 27 pontos quase superando a novela das 21h A Regra do Jogo. Em algumas ocasiões obteve índices de audiência maiores do que os do Jornal Nacional, como em 27 de julho, quando a trama registrou média de 25 pontos contra 24 do jornalístico.
Em seu penúltimo capítulo, a novela das 23h conseguiu ótima audiência. Exibida das 23:30 às 00:37, a novela de Walcyr Carrasco chegou em 24.3 pontos de média, o recorde da novela às quintas-feiras, conseguindo chegar perto da trama das 21h, que registrou 25.2, e desbancando diversas atrações exibidas antes, como como SPTV (22.1), I Love Paraisópolis (21.8) e Jornal Nacional (21.2).
O último capítulo teve média de 26.5 pontos de média e 51% de share. A trama terminou com 19.8 (20) pontos, a maior média geral de uma novelas das 23h.
Assim como suas antecessoras, Verdades Secretas seria exibida após a novela das nove às segundas feiras e no horário das onze após a linha de shows nos dias de terça, quinta e sexta, mas a boa audiência do primeiro capítulo fez com que que os capítulos da primeira semana fossem excepcionalmente exibidos após a novela das nove, empurrando Tapas & Beijos, Chapa Quente e Globo Repórter para depois da trama das 23 horas. Entretanto, após essa semana a novela voltou para a grade inicialmente planejada; pois segundo a emissora, o horário das 22 horas permitiu testar formatos.
Estreou em Portugal em 6 de maio de 2016, na SIC. Em seu primeiro episódio, a trama registrou registou 5,7% de audiência média e 20% de share que corresponde a um total de 541 500 telespectadores garantindo a vice liderança. Sucedendo A Regra do Jogo.

#### Reprise
O primeiro capítulo teve média de 13,4 pontos, aumentando o ibope do horário em comparação a exibição da série Ilha de Ferro que era exibida às terças. Seu quarto capítulo por ter sido exibido mais cedo do que o habitual, registrou 21,3 pontos. Bons Índices estes que não eram vistos numa segunda-feira desde o Big Brother Brasil 21.
Em 7 de setembro de 2021, anotou apenas 8,3 pontos e por pouco não perdeu a liderança para o reality Ilha Record, que estava em sua reta final. O motivo pelo baixo índice se deve pelo horário em que foi exibida, próximo da meia noite, além de ter recebido em baixa do programa Segue o Jogo. Em 27 de setembro, impulsionada pela edição especial de Império, registrou 21,4 pontos, mantendo a boa marca das segundas-feiras.
Em 12 de outubro de 2021, anotou sua pior média com apenas 7,6 pontos, sendo essa a menor média da história do horário das 23h, além de ter ficado na vice-liderança em toda a sua exibição durante o confronto contra a formação de roça do reality A Fazenda 13.
Em 18 de outubro, registrou 22,4 pontos, sendo essa a sua maior audiência.
O último capítulo registrou 13,2 pontos, chegando a picos de 15 pontos. Teve média geral de 13,2 pontos, representando um aumento com relação às séries exibidas na faixa das 23h.

## Prêmios e indicações
| Ano  | Prêmio                         | Categoria                    | Indicação            | Resultado | Ref.            |
| ---- | ------------------------------ | ---------------------------- | -------------------- | --------- | --------------- |
| 2015 | PromaxBDA Latin America Awards | Ouro nas Chamadas de Novelas | Walcyr Carrasco      | Venceu    | [ 177 ]         |
| 2015 | Prêmio Extra de Televisão      | Melhor Novela                | Walcyr Carrasco      | Venceu    | [ 178 ]         |
| 2015 | Prêmio Extra de Televisão      | Melhor Atriz                 | Marieta Severo       | Venceu    | [ 178 ]         |
| 2015 | Prêmio Extra de Televisão      | Melhor Ator                  | Rodrigo Lombardi     | Venceu    | [ 178 ]         |
| 2015 | Prêmio Extra de Televisão      | Melhor Atriz Coadjuvante     | Agatha Moreira       | Indicado  | [ 178 ]         |
| 2015 | Prêmio Extra de Televisão      | Melhor Atriz Coadjuvante     | Grazi Massafera      | Venceu    | [ 178 ]         |
| 2015 | Prêmio Extra de Televisão      | Melhor Ator Coadjuvante      | Rainer Cadete        | Venceu    | [ 178 ]         |
| 2015 | Prêmio Extra de Televisão      | Melhor Revelação Feminina    | Camila Queiroz       | Venceu    | [ 178 ]         |
| 2015 | Troféu APCA                    | Melhor Novela                | Walcyr Carrasco      | Venceu    | [ 179 ]         |
| 2015 | Troféu APCA                    | Melhor Atriz                 | Drica Moraes         | Indicado  | [ 179 ]         |
| 2015 | Troféu APCA                    | Melhor Atriz                 | Grazi Massafera      | Venceu    | [ 179 ]         |
| 2015 | Troféu APCA                    | Melhor Atriz                 | Marieta Severo       | Indicado  | [ 179 ]         |
| 2015 | Troféu APCA                    | Melhor Diretor               | Mauro Mendonça Filho | Venceu    | [ 179 ]         |
| 2015 | Prêmio Quem de Televisão       | Melhor Ator                  | Reynaldo Gianecchini | Indicado  | [ 180 ] [ 181 ] |
| 2015 | Prêmio Quem de Televisão       | Melhor Ator                  | Rodrigo Lombardi     | Indicado  | [ 180 ] [ 181 ] |
| 2015 | Prêmio Quem de Televisão       | Melhor Atriz                 | Drica Moraes         | Indicado  | [ 182 ]         |
| 2015 | Prêmio Quem de Televisão       | Melhor Atriz                 | Eva Wilma            | Indicado  | [ 182 ]         |
| 2015 | Prêmio Quem de Televisão       | Melhor Atriz                 | Grazi Massafera      | Indicado  | [ 182 ]         |
| 2015 | Prêmio Quem de Televisão       | Melhor Atriz                 | Marieta Severo       | Indicado  | [ 182 ]         |
| 2015 | Prêmio Quem de Televisão       | Revelação da TV              | Agatha Moreira       | Indicado  | [ 183 ]         |
| 2015 | Prêmio Quem de Televisão       | Revelação da TV              | Camila Queiroz       | Venceu    | [ 183 ]         |
| 2015 | Prêmio Quem de Televisão       | Revelação da TV              | João Vítor Silva     | Indicado  | [ 183 ]         |
| 2015 | Prêmio Quem de Televisão       | Melhor Autor                 | Walcyr Carrasco      | Indicado  | [ 184 ]         |
| 2015 | Melhores do Ano                | Melhor Ator de Novela        | Rodrigo Lombardi     | Indicado  | [ 185 ]         |
| 2015 | Melhores do Ano                | Melhor Atriz de Novela       | Drica Moraes         | Indicado  | [ 185 ]         |
| 2015 | Melhores do Ano                | Melhor Ator Coadjuvante      | Rainer Cadete        | Venceu    | [ 185 ]         |
| 2015 | Melhores do Ano                | Melhor Atriz Coadjuvante     | Grazi Massafera      | Venceu    | [ 185 ]         |
| 2015 | Melhores do Ano                | Melhor Ator Revelação        | Gabriel Leone        | Indicado  | [ 185 ]         |
| 2015 | Melhores do Ano                | Melhor Atriz Revelação       | Agatha Moreira       | Indicado  | [ 185 ]         |
| 2015 | Melhores do Ano                | Melhor Atriz Revelação       | Camila Queiroz       | Indicado  | [ 185 ]         |
| 2016 | Troféu Imprensa                | Melhor Novela                | Walcyr Carrasco      | Venceu    | [ 186 ]         |
| 2016 | Troféu Imprensa                | Melhor Atriz                 | Grazi Massafera      | Venceu    | [ 186 ]         |
| 2016 | Troféu Imprensa                | Revelação do Ano             | Camila Queiroz       | Venceu    | [ 186 ]         |
| 2016 | Troféu Internet                | Melhor Novela                | Walcyr Carrasco      | Indicado  | [ 186 ]         |
| 2016 | Troféu Internet                | Melhor Atriz                 | Drica Moraes         | Indicado  | [ 186 ]         |
| 2016 | Troféu Internet                | Melhor Atriz                 | Grazi Massafera      | Venceu    | [ 186 ]         |
| 2016 | Troféu Internet                | Melhor Ator                  | Rodrigo Lombardi     | Indicado  | [ 186 ]         |
| 2016 | Troféu Internet                | Revelação do Ano             | Camila Queiroz       | Indicado  | [ 186 ]         |
| 2016 | Troféu Internet                | Revelação do Ano             | Agatha Moreira       | Indicado  | [ 186 ]         |
| 2016 | Emmy Internacional             | Melhor Novela                | Walcyr Carrasco      | Venceu    | [ 8 ]           |
| 2016 | Emmy Internacional             | Melhor Atriz                 | Grazi Massafera      | Indicado  | [ 8 ]           |

## Trilha sonora

### Original
A música incidental original da novela, composta por João Paulo Mendonça , foi lançada na plataforma digital de streaming Apple Music.
- "01. Sp Solar
- "02. Turma Feliz
- "03. Melancolia Paulistana 4
- "04. Melancolia Paulistana 3
- "05. Sp Nublado
- "06. Sp Nublado (Sem Cordas)
- "07. Estranha Beleza
- "08. Dark Desire
- "09. Desarmada 2
- "10. Pintura Paulista
- "11. Interior Solar
- "12. Selling Sex
- "13. O Ticiano
- "14. Agência Suspeita
- "15. Paulista Loner
- "16. Empresas Ticiano
- "17. Sillejon 2
- "18. Agenciamento
- "19. Slowdown
- "20. Tá Maluco Cara?
- "21. Pacto Interno 2
- "22. Bom Partido
- "23. Em Expansão
- "24. Em Expansão (Piano Solo)
- "25. Sutil Hoqueto

Abaixo, são listadas as canções que foram executadas na trama.
- "Sentimental", Los Hermanos
- "Criança", Marina Lima
- "Ainda Penso", Taís Alvarenga
- "Pequena Morte", Pitty
- "Maria³", Supercordas
- "O Mundo é um Moinho", Cazuza
- "Prumo", Tulipa Ruiz
- "Sua Estupidez", Gal Costa
- "Um Lugar do Caralho", Júpiter Maçã
- "Um Sonho", Nação Zumbi
- "Eu Amo Você", Céu
- "Há de Ventar", Bruno Morais
- "Angel", Massive Attack (Abertura)
- "A Letter to Elise", The Cure
- "It's Alright, It's Okay", Primal Scream
- "Artificial Nocturne", Metric
- "Ghosts and Creatures", Telekinesis
- "Golden Hours", Bárbara Ohana
- "Love Me Tender", Pato Fu
- "Playero", Fuerza Bruta
- "All Night Long", Sexy Jazzy
- "Saints", Moby
- "What If", Bianca Merhy[189]
- "Sunset", KNTAK
- "The Last Day", Moby & Skylar Grey
- "Rational Culture", Tim Maia
- "Ordinary Piece", Bárbara Ohana

## Verdades Secretas.doc
Web-documentário exclusivo do Gshow, com 10 episódios, mostra o glamour, a ralação e as armadilhas do mundo da moda, pelos bastidores da novela Verdades Secretas. Cenários construídos com teto, um estúdio de quatro paredes, projeções que podiam ser vistas nas janelas e a transformação de uma simples locação numa cracolândia pra ninguém botar defeito, teste e preparação de elenco. A websérie "Verdades Secretas.doc" traz os diretores Mauro Mendonça Filho, André Felipe Binder e Natália Grimberg mostrando imagens exclusivas dos bastidores da polêmica trama de Walcyr Carrasco, que conquistou uma legião de fãs. Seriado: No último episódio do documentário, Mauro Mendonça Filho, aproveita ainda para adiantar uma novidade: "A gente vai remontar inteiramente 'Verdades Secretas' em seriado e, quem sabe, reexibir, colocar on demand ou então num DVD", revela o diretor de núcleo.